# Juillet 1905

## Événements
- Tanganyika : début de la Révolte Maji Maji contre les Allemands, notamment contre les cultures obligatoires (1905-1907). Des champs de coton sont incendiés, puis la révolte se répand à tout le sud de la colonie. Les différentes ethnies de la région se rassemblent derrière un chef religieux, Kinjikitile Ngwale (en). La répression, menée selon la technique de la terre brûlée, fait de 75 000 à 120 000 morts.
- Canada : signature du Traité 9 entre le roi et les premières nations du nord de l'Ontario et du nord ouest du Québec.

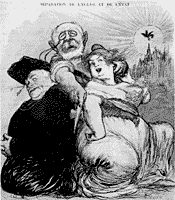
9 décembre : Loi sur la séparation des Églises et de l'État

- 3 juillet, France : le projet de loi de Séparation de l'Église et de l'État, déposé par Aristide Briand, est adopté à la Chambre par 341 voix contre 233 : l’État garantit la liberté de conscience et de culte mais ne subventionne aucun d’entre eux. Les biens des congrégations seront, après inventaire, dévolus à de nouvelles associations cultuelles (loi ratifiée par le Sénat le 11 novembre).
- 4 juillet, France : rupture des relations diplomatiques avec le Vatican.
- 8 juillet : accord entre la France et l’Allemagne sur la convocation d’une conférence internationale sur le Maroc.
- 13 juillet, France : fondation de la première fédération des syndicats d’instituteurs. Assistance obligatoire aux vieillards, infirmes, incurables.
- 21 juillet, Russie : les zemstvos adoptent un projet de constitution.
- 24 juillet : rencontre de Björkö entre Guillaume II et Nicolas II, qui signent un accord défensif et d'assistance mutuelle entre l'Allemagne et la Russie. Lansdirv y adjoint un article additionnel excluant la France, et rendant cet accord en fait inexploitable pour l'Allemagne.
- Du 25 juillet au 29 juillet : France : Le Raid national Militaire Lyon- Aix-les-Bains. Course militaire organisée par la revue Armée et Marine et la revue Armes et Sports[1].
- 27 juillet - 2 août : le VIIe congrès sioniste refuse l’offre britannique d’installer un État Juif en Ouganda.
- 30 juillet : les Japonais s’emparent de Sakhaline.

## Naissances
- 7 juillet : Louis-Jean-Frédéric Guyot, cardinal français archevêque de Toulouse († 1er août 1988).
- 11 juillet : 
  - Sidney Franklin, matador américain († 26 avril 1976).
  - Paul Wormser, champion olympique d'escrime et résistant français († 17 août 1944).
- 18 juillet : René Dary, acteur français († 7 octobre 1974).
- 23 juillet : Roger Gouzy, supercentenaire français († 13 janvier 2016).
- 29 juillet : Dag Hammarskjöld, diplomate suédois, prix Nobel de la paix en 1961 († 18 septembre 1961).

## Décès
- 28 juillet : Henri Thiérot, peintre français (1863-1905).